# The Desert Sessions

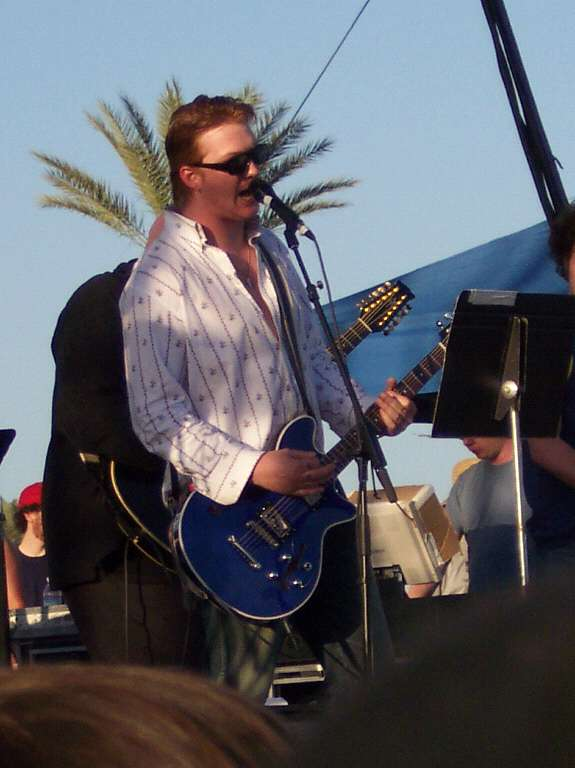
Josh Homme

Desert Sessions is een langlopend muziekproject van de Amerikaanse rockmuzikant Josh Homme. Na het uiteenvallen van de stonerrock-legende Kyuss, begon Josh 'recording sessions' te organiseren met bevriende muzikanten. In acht dagen werden in een studio in de woestijn nummers geschreven en vervolgens opgenomen. Bij de eerste Desert Sessions werd er veel drugs gebruikt. De muziek klinkt daardoor zeer psychedelisch en zweverig. Een aantal nummers die tijdens de sessies opgenomen werden, verschenen later op albums van onder andere Josh Homme zijn band Queens of the Stone Age en Nick Oliveri en zijn band Mondo Generator.
Volumes 1 & 2 zijn opgenomen onder de naam Acquitted Felons. Tijdens de sessies van Volumes 3 & 4 zijn de nummers opgenomen onder de bandnamen Desert Sessions, earthlings?, The Eagles of Death Metal en The Green Monarchs. Op het album Volumes 5 & 6 is het nummer 'Take Me To Your Leader' opgenomen door de band Aliens. De overige albums en ep's zijn opgenomen onder de oorspronkelijke bandnaam Desert Sessions.
De eerste acht sessies zijn opgenomen in de opnamestudio Rancho de la Luna in Joshua Tree, Californië. Sessies negen en tien zijn ook deels opgenomen in Pink Duck Studio. Dit is de studio van Josh Homme.
In maart 2014 gaf Homme aan serieuze plannen te hebben om een nieuwe Desert Sessions-cd op te nemen. Er werd echter gekozen om met Eagles of Death Metal de studio in te gaan. De plannen zijn nu uitgesteld naar eind 2015/begin 2016.
De Desert Sessions maakt deel uit van de Palm Desert Scene.

## Discografie

### Cd
| Volume          | Jaar | Label                         |
| --------------- | ---- | ----------------------------- |
| Volumes 1 & 2   | 1998 | Man's Ruin                    |
| Volumes 3 & 4   | 1998 | Man's Ruin                    |
| Volumes 5 & 6   | 1999 | Man's Ruin                    |
| Volumes 7 & 8   | 2001 | Southern Lord/Rekords Rekords |
| Volumes 9 & 10  | 2003 | Southern Lord/Rekords Rekords |
| Volumes 11 & 12 | 2019 | Matador Records               |

### Lp
| Volume                                                              | Jaar | Label                         |
| ------------------------------------------------------------------- | ---- | ----------------------------- |
| Volume 1: Instrumental Driving Music for Felons                     | 1997 | Man's Ruin                    |
| Volume 2: Status: Ships Commander Butchered                         | 1997 | Man's Ruin                    |
| Volume 3: Set Coordinates for the White Dwarf!!!                    | 1998 | Man's Ruin                    |
| Volume 4: Hard Walls and Little Trips                               | 1998 | Man's Ruin                    |
| Volume 5: Poetry for the Masses (Sea Shed Shithead by the She Sore) | 1999 | Man's Ruin                    |
| Volume 6: Poetry for the Masses (Black Anvil Ego)                   | 1999 | Man's Ruin                    |
| Volume 7: Gypsy Marches                                             | 2001 | Southern Lord/Rekords Rekords |
| Volume 8: Can You See Under My Thumb?... There You Are              | 2001 | Southern Lord/Rekords Rekords |
| Volume 9: I See You Hearin' Me                                      | 2003 | Southern Lord/Rekords Rekords |
| Volume 10: I Heart Disco                                            | 2003 | Southern Lord/Rekords Rekords |
| Volume 11: Arrivederci Despair                                      | 2019 | Matador Records               |
| Volume 12: Tightwads & Nitwits & Critics & Heels                    | 2019 | Matador Records               |

### Single
| Titel        | Jaar | Label           |
| ------------ | ---- | --------------- |
| "Crawl Home" | 2003 | Rekords Rekords |

## Lijst van deelnemende muzikanten
| artiest           | bands | 1 & 2 | 3 & 4 | 5 & 6 | 7 & 8 | 9 & 10 | 11 & 12 |
| ----------------- | --- | ----- | ----- | ----- | ----- | ------ | ------- |
| Josh Homme        | Queens of the Stone Age, Kyuss, Eagles of Death Metal, Screaming Trees, Them Crooked Vultures, Masters Of Reality                                                         | X     | X     | X     | X     | X      | X       |
| Fred Drake        | Earthlings?, Ministry of Fools, soloartiest | X     | X     | X     | X     |        |         |
| Dave Catching     | Queens of the Stone Age, Earthlings?, Mondo Generator, Eagles of Death Metal, Yellow No. 5, Goon Moon, Peaches                                                            | X     | X     | X     |       | X      | X       |
| Brant Bjork       | Kyuss, Kyuss Lives!, Fu Manchu, Brant Bjork & The Bros, soloartiest, Fatso Jetson, Mondo Generator, Yellow #5, Ten East, Vista Chino                                      | X     |       | X     |       |        |         |
| Alfredo Hernández | Kyuss, Queens of the Stone Age, Orquesta del Desierto, Yawning Man, Across the River                                                                                      | X     | X     |       |       |        |         |
| Pete Stahl        | Scream, Wool, Goatsnake, Earthlings?, Orquesta del Desierto | X     | X     |       |       |        |         |
| Ben Shepherd      | Soundgarden, Hater, Wellwater Conspiracy | X     | X     |       |       |        |         |
| John McBain       | Monster Magnet, Hater, Wellwater Conspiracy | X     | X     |       |       |        |         |
| Nick Oliveri      | Kyuss, Queens of the Stone Age, The Dwarves, Mondo Generator, Masters Of Reality, Vista Chino, soloartiest                                                                |       | X     | X     |       |        |         |
| Mario Lalli       | Fatso Jetson, Yawning Man, Across the River, Ten East, The Sort of Quartet, Oddio Gasser, Auto Modown, WaterWays                                                          |       | X     | X     |       |        |         |
| Tony Tornay       | Fatso Jetson, Solarfeast |       | X     |       |       |        |         |
| Larry Lalli       | Fatso Jetson, Ten East, The Sort of Quartet |       | X     |       |       |        |         |
| Jesse Hughes      | Eagles of Death Metal, soloartiest |       | X     |       |       |        |         |
| Craig Armstrong   | |       | X     |       |       |        |         |
| Loo Balls         | |       | X     |       |       |        |         |
| T. Fresh          | |       | X     |       |       |        |         |
| Blag Dahlia       | The Dwarves |       |       | X     |       |        |         |
| Gene Trautmann    | Queens of the Stone Age, Eagles of Death Metal |       |       | X     |       |        |         |
| Barrett Martin    | Screaming Trees, Mad Season, Queens of the Stone Age |       |       | X     |       |        |         |
| Adam Maples       | Earthlings? |       |       | X     |       |        |         |
| Teddy Quinn       | Dig Your Own Cactus, Ministry of Fools |       |       | X     |       |        |         |
| Tony Mason        | Dig Your Own Cactus |       |       | X     |       |        |         |
| Chris Goss        | Masters Of Reality, Goon Moon |       |       |       | X     | X      |         |
| Alain Johannes    | Eleven, Chris Cornell, Queens of the Stone Age, Them Crooked Vultures (live), soloartiest                                                                                 |       |       |       | X     | X      |         |
| Natasha Shneider  | Eleven, Chris Cornell, Queens of the Stone Age |       |       |       | X     |        |         |
| Mark Lanegan      | Screaming Trees, Mad Season, Queens of the Stone Age, The Twilight Singers, The Gutter Twins, Isobel Campbell, Soulsavers                                                 |       |       |       | X     |        |         |
| Brendon McNichol  | Rattlebone, Masters Of Reality, Queens of the Stone Age |       |       |       | X     |        |         |
| Samantha Maloney  | Hole, Mötley Crüe, Eagles of Death Metal, Peaches, Eagles of Death Metal, Queens of the Stone Age                                                                         |       |       |       | X     |        |         |
| Nick Eldorado     | LIKEHELL |       |       |       | X     |        |         |
| PJ Harvey         | solo artiest |       |       |       |       | X      |         |
| Troy Van Leeuwen  | Failure, A Perfect Circle, Enemy, Queens of the Stone Age, Sweethead |       |       |       |       | X      |         |
| Joey Castillo     | Zilch, Wasted Youth, Danzig, Goatsnake, Sugartooth, Queens of the Stone Age                                                                                               |       |       |       |       | X      |         |
| Dean Ween         | Ween, Moistboyz |       |       |       |       | X      |         |
| Josh Freese       | The Vandals, Devo, A Perfect Circle, Nine Inch Nails |       |       |       |       | X      |         |
| Jeordie White     | Nine Inch Nails, Goon Moon, A Perfect Circle, Marilyn Manson |       |       |       |       | X      |         |
| Brian O'Connor    | Eagles of Death Metal |       |       |       |       | X      |         |
| Barry Conley      | The Aliens That Ate Hollywood |       |       | X     |       |        |         |
| Chris Laine       | The Aliens That Ate Hollywood |       |       | X     |       |        |         |
| Dana Anderson     | The Aliens That Ate Hollywood |       |       | X     |       |        |         |
| Matt Berry        | |       |       |       |       |        | X       |
| Billy Gibbons     | ZZ Top |       |       |       |       |        | X       |
| Stella Mozgawa    | Warpaint |       |       |       |       |        | X       |
| Jake Shears       | Scissor Sisters |       |       |       |       |        | X       |
| Mike Kerr         | Royal Blood |       |       |       |       |        | X       |
| Carla Azar        | Autolux, Jack White |       |       |       |       |        | X       |
| Les Claypool      | Primus, Blind Illusion, the Holy Mackerel, Buckethead, Fearless Flying Frog Brigade, Oysterhead, Colonel Claypool's Bucket of Bernie Brains, The Claypool Lennon Delirium |       |       |       |       |        | X       |
| Matt Sweeney      | Chavez, Zwan, Skunk |       |       |       |       |        | X       |
| Libby Grace       | |       |       |       |       |        | X       |